# Inia araguaiaensis
Inia araguaiaensis är en floddelfin som förekommer i nordöstra Brasilien. Population antogs tidigare tillhöra amazondelfinen men i början av 2014 beskrevs den på grund av morfologiska och genetiska skillnader som en självständig art.

## Utseende
Arten har ytlig samma kroppsform och storlek som Amazondelfinen. Inia araguaiaensis har däremot en bredare skalle och ett mindre antal tänder än sina närmaste släktingar. Det finns 24 till 28 tänder per käkhalva, medan Amazondelfinen vanligen har 25 till 29 tänder. En underart till Amazondelfinen, Inia geoffrensis boliviensis, som förekommer i västra Brasilien och Bolivia har till och med 31 till 35 tänder per käkhalva. Även denna population godkänns i den nya studien som art (se nedan).

## Utbredning och habitat
Denna floddelfin lever vid mellersta och övre loppet av Rio Araguaia samt i flera av dess bifloder. Kanske förekommer arten i hela avrinningsområdet av floderna Araguaia och Tocantins söder om Lago Tucuruí.

## Taxonomi
Undersökningar av djurens mitokondriella DNA visade att Inia araguaiaensis och Amazondelfinen är systertaxon. Arterna skilde sig för cirka 2,1 miljoner år från varandra när de nämnda floderna inte var sammanlänkade med Amazonfloden. Redan för 2,9 miljoner år sedan uppkom Inia boliviensis på grund av en fors i Rio Madeira.